# Chlorid tantaličný
Chlorid tantaličný, TaCl5, je nažloutlá pevná látka. Je to výhodná výchozí látka pro přípravu jiných sloučenin tantalu. V přítomnosti vody hydrolyzuje za vzniku TaOCl3 nebo až oxidu tantaličného (Ta2O5). Proto je nutné s ním manipulovat v ochranné atmosféře.

## Struktura
Krystaluje v monoklinické prostorové grupě C2/m. Základní jednotkou je dvojice oktaedrů TaCl6 sdílejících hranu, atomy tantalu jsou propojeny chloridovými můstky. Dimerní strukturu si zachovává i v roztoku s nekomplexujícími rozpouštědly a z velké části i v tavenině. V plynném skupenství je tvořen monomerem, ten má tvar trigonální bipyramidy.

## Fyzikální vlastnosti
Rozpustnost chloridu tantaličného mírně roste v sérii aromatických uhlovodíků:
benzen < toluen < m-xylen < mesitylen
Míra rozpustnosti se odráží v intenzitě zabarvení vzniklých roztoků. Méně rozpustný než v arenech je v cyklohexanu a tetrachlormethanu. Roztoky chloridu tantaličného mají nízkou vodivost, což je důkazem nízké míry disociace.
Chlorid tantaličný je možné čistit sublimací.

## Příprava
Chlorid tantaličný lze připravit reakcí práškového tantalu s plynným chlorem při teplotách mezi 170 a 250 °C nebo s chlorovodíkem při teplotě 400 °C:
2 Ta + 5 Cl2 → 2 TaCl5
2 Ta + 10 HCl → 2 TaCl5 + 5 H2
Další možností je reakce oxidu tantaličného s chloridem thionylu při teplotě 240 °C:
Ta2O5 + 5 SOCl2 → 2 TaCl5 + 5 SO2
Chlorid tantaličný je dostupný i komerčně, ale často je kontaminován TaOCl3, který vzniká hydrolýzou.

## Reakce
Chlorid tantaličný je elektrofilní a dokáže katalyzovat Friedelovy-Craftsovy alkylace a acylace. S Lewisovými bazemi vytváří adukty.

### Tvorba aduktů
Vytváří stabilní komplexy s ethery:
TaCl5 + R2O → TaCl5(OR2) (R = Me, Et)
Reakcí s chloridem fosforečným a chloridem fosforylu vzniká iontový komplex, chlorid fosforečný vystupuje jako donor chloridu, zatímco se chlorid fosforylu koordinuje k tantalu kyslíkovým atomem:
TaCl5 + PCl5 → [PCl +
4 ][TaCl -
6 ]
TaCl5 + POCl3 → [TaCl5(OPCl3)]
S terciárními aminy poskytuje krystalické adukty:
TaCl5 + 2 R3N → [TaCl5(NR3)]

### Záměna chloridů
Reakce s nadbytkem trifenylfosfinoxidu poskytuje za laboratorní teploty oxid-chlorid:
TaCl5 + 3 OPPh3 → [TaOCl3(OPPh3)]x ...
Reakcí se sloučeninami s OH skupinou vznikají chloridy-alkoxidy tantaličné:
TaCl5 + 3 HOEt → TaCl2(OEt)3 + 3 HCl
V přítomnosti amoniaku, který vystupuje jako akceptor chlorovodíku vzniká až Ta(OEt)5.
Podobně reaguje s roztokem methoxidu lithného v bezvodém methanolu:
TaCl5 + 4 LiOMe → Ta(OMe)4Cl + 4 LiCl

### Redukce

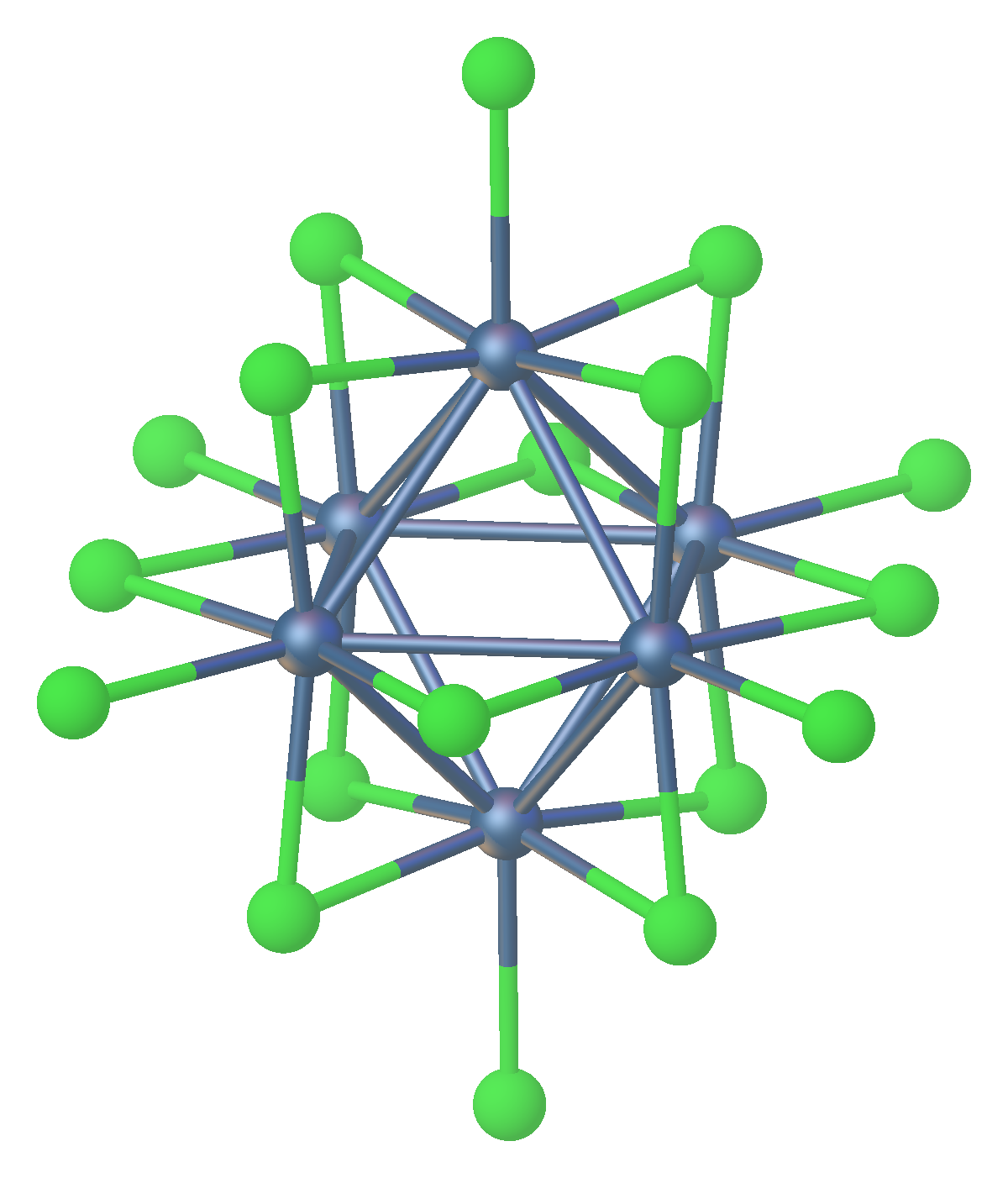
Struktura oktaedrického klastru [Ta_{6}Cl_{18}^{4−}

Redukcí chloridu tantaličného pomocí Ga[GaCl4] získáme iontové nebo neutrální klastry [Ta6Cl18]4− a [Ta6Cl14](H2O)4.